# Seija Simola
Seija Simola (* 25. September 1944 in Helsinki; † 21. August 2017 in Vantaa) war eine finnische Sängerin.

## Leben und Wirken
Sie war seit Anfang der 1970er Jahre in verschiedenen Stilen zuhause. Sie sang Schlager, Pop, Musical und auch Chanson-Stücke ein.
Sie wurde ausgewählt, ihr Land beim Concours Eurovision de la Chanson 1978 in Paris zu vertreten. Ihr Schlager Anna rakkaudelle tilaisuus (dt.: Gib der Liebe eine Chance) erreichte aber nur den 18. Platz. 

## Diskografie
Alben
- Seija Simola 1 (1970)
- Aranjuez mon amour – näkemiin (1970)
- Rakkaustarina (1971)
- Seija (1973)
- Tunteen sain (1976)
- Seijan kauneimmat laulut (1977)
- Katseen kosketus (1979)
- Tunteet (1984)
- Ota kii – pidä mua (1985)
- Seija (1986)
- 20 suosikkia – Sulle silmäni annan (1995)
- Parhaat – Seija Simola (1995)
- 20 suosikkia – Rakkauden katse (2002)
- Sydämesi ääni (2005)